# Caloptilia perisphena
Caloptilia perisphena là một loài bướm đêm thuộc họ Gracillariidae. Nó được tìm thấy ở Trung Quốc (Tứ Xuyên), Ấn Độ (Tamil Nadu) và Sri Lanka.